# Maison 4:3
Maison 4:3 (ou Maison4tiers, anciennement connue sous le nom L'Atelier de distribution de films) est une société québécoise de distribution de films fondée à Montréal en juillet 2014 par Chantale Pagé. Le mandat de ce distributeur indépendant consiste à développer des stratégies de lancement et d'accompagnement taillées sur mesure pour les projets sélectionnés, en privilégiant les films engagés, ainsi que des films d'auteur, tour à tour québécois et internationaux, documentaires et fictions,. Plusieurs longs métrages de son catalogue se sont distingués au Canada et à travers le monde, tels que It Must Be Heaven d'Elia Suleiman, Antigone de Sophie Desrape ou Le Vingtième Siècle de Matthew Rankin,,.

## Histoire
Maison 4:3 est fondée à Montréal le 16 juillet 2014 par Chantale Pagé, spécialisée en distribution depuis vingt ans et, particulièrement, en diffusion du film dans les salles de cinéma chez Alliance Atlantis Vivafilm et Les Films Séville. Le nom de Maison 4:3 fait non seulement référence à l'ambiance familiale du distributeur indépendant, créé à échelle humaine, mais au format historique des films du cinéma muet, le format 4/3, soulignant ainsi la nécessité de la salle dans la mise en marché des films.

Le nom de Maison 4:3 annonce donc aussi les couleurs initiales du distributeur indépendant : privilégier la qualité des suivis à la quantités de films sélectionnés de manière à travailler en étroite collaboration avec les scénaristes, réalisateurs et producteurs dans le but de développer une approche personnalisée aux projets, qu'il s'agisse de films engagés, fictions ou documentaires, ainsi que des films d'auteur, tour à tour québécois et internationaux.

« En guise de ligne éditoriale de la société de distribution, Chantale Pagé et son équipe font d'abord le pari de sélectionner moins de films pour un suivi de meilleure qualité. Autrement dit, [à ses débuts,] il s'agit de développer un partenariat taillé sur mesure pour les projets choisis. »

— Oriane Morriet
Demain, documentaire écologique réalisé par Mélanie Laurent et Cyril Dion en 2015, marque le coup d'envoi de la compagnie en établissant un record de fréquentation pour un documentaire au Québec, avec 500 000 CAD de recettes au box-office, tandis que le premier long métrage de Pascal Plante, Les faux tatouages (2017), se distingue au Canada et à l'internationale en remportant notamment le Grand prix focus Québec/Canada au Festival du nouveau cinéma de Montréal et en se sélectionnant à la Berlinale 2018,.

## Activités
À l'instar de sa fondatrice, Maison 4:3 possède une expertise de sortie de films en salle dans un contexte où la diffusion de longs métrages, indépendants ou documentaires, représente un risque pour les distributeurs privés,. Pour ce faire, Chantale Pagé et son équipe travaillent entre autres en étroite collaboration avec les cinémas montréalais, comme le Cinéma Beaubien, le Cinéma du Parc ou le Cineplex Odéon Quartier Latin, tout en développant des partenariats avec des cinémas situés en régions. 

« La mise en marché des films doit à la fois prendre en compte et viser l'expérience chez le spectateur. Ainsi, la Maison 4:3 multiplie les évènements à caractère exceptionnel [...]. Si la fréquentation en salle est cyclique et peut se relever [...], cela ne va pas sans une modernisation réelle des méthodes de distribution des films. À ce niveau, la Maison 4:3 est sur la bonne voie. »

— Guilhem Caillard
Dans cette optique, en plus de créer une boutique en ligne sur son site officiel, Maison 4:3 propose des services de diffusion numérique, en ligne et en vidéo à la demande (VAD), notamment sur les plateformes Vimeo, Illico et iTunes,.

## Catalogue

### Principales distinctions des films distribués par Maison 4:3

#### Festival de Cannes
- It Must Be Heaven d'Elia Suleiman en 2019 : Mention spéciale du jury et Prix FIPRESCI du Festival de Cannes dans la section « Compétition »[4].
- Le Jeune Ahmed des Frères Dardenne en 2019 : Prix de la mise en scène du Festival de Cannes[10].
- Un monde de Laure Wandel en 2021 : Prix FIPRESCI du Festival de Cannes dans la section « Un certain regard »[11].

#### Mostra de Venise
- C'est ça l'amour de Claire Burger en 2018 : Prix Fedeora du meilleur réalisateur dans la section « Venice Days »[12].
- L'Événement d'Audrey Diwan en 2021 : Lion d’Or du meilleur film et Prix FIPRESCI de la Mostra de Venise dans la section « Compétition »[13].

#### Berlinale
- Pendular de Júlia Murat en 2017 : Prix FIPRESCI de la Berlinale du meilleur film dans la section « Panorama »[14].
- Le Vingtième Siècle de Matthew Rankin en 2020 : Prix FIPRESCI de la Berlinale du meilleur film dans la section « Forum »[6].

#### César du cinéma
- Aline de Valérie Lemercier en 2021 : César de la meilleure actrice pour Valérie Lemercier et prix Daniel Toscan-du-Plantier des meilleurs producteurs[15],[16].
- L'Événement d'Audrey Diwan en 2021 : César du meilleur espoir féminin pour Anamaria Vartolomei[17].

#### Prix Écrans canadiens
- Antigone de Sophie Deraspe en 2019 : Prix du meilleur film de l'année, Prix de la meilleure adaptation, Prix du meilleur montage pour Geoffrey Boulangé et Sophie Deraspe, Prix de l'interprétation féminine pour un premier rôle à Nahéma Ricci et Prix de l'interprétation féminine dans un rôle de soutien à Nour Belkhina[5].
- Alexandre le fou (en) de Pedro Pires (réalisateur) (en) en 2019 : Prix du meilleur montage dans un long métrage documentaire pour Pedro Pires, Sophie Leblond et Sylvia De Angelis[18].

#### Gala Québec Cinéma
- Antigone de Sophie Deraspe en 2019 : Prix Iris du Meilleur film, Prix Iris de la meilleure réalisation, Prix Iris du meilleur scénario, Prix Iris de la révélation de l'année pour Nahéma Ricci, Prix Iris de la meilleure distribution des rôles et Prix Iris du meilleur montage[19].
- Les Nôtres de Jeanne Leblanc en 2021 : Prix de la meilleure interprétation féminine dans un premier rôle pour Émilie Bierre[20].
- Sin La Habana (en) de Kaveh Nabatian (en) en 2022 : Prix Iris du meilleur premier film[21].
- Norbourg de Maxime Giroux en 2022 : Prix Iris du meilleur acteur pour Vincent-Guillaume Otis[21].

#### Festival international du film de Toronto
- Antigone de Sophie Desrape en 2019 : Prix du meilleur long métrage canadien et Top 10 des films canadiens de l’année[22].

- Le Vingtième Siècle de Matthew Rankin en 2019 : Prix du meilleur premier long métrage canadien dans la section « Midnight Madness » et Top 10 des films canadiens de l’année[23],[24].

#### Festival international du film de Vancouver
- Je m'appelle humain de Kim O'Bomsawin en 2020 : Prix du meilleur documentaire canadien[25].
- Sin La Havana de Kaveh Nabatian en 2021 : Prix du meilleur film canadien[26].

#### Vancouver Film Critics Circle
- Les Faux Tatouages de Pascal Plante en 2018 : Prix du meilleur scénario pour un film canadien[27].
- Nadia, Butterfly de Pascal Plante en 2020 : Mention spéciale du jury dans la catégorie du meilleur film canadien[28].

#### Association québécoise des critiques de cinéma
- Je m'appelle humain de Kim O'Bomsawin en 2020 : Prix du meilleur documentaire canadien[28].
- Nadia, Butterfly de Pascal Plante en 2021 : Prix Luc-Perreault-AQCC du meilleur long métrage québécois[29].

#### Festival du Nouveau Cinéma de Montréal
- Les Faux Tatouages de Pascal Plante en 2017 : Grand prix de la compétition nationale (anciennement Focus Québec/Canada) pour le meilleur long métrage canadien[27].
- Mad Dog Labine (en) de Jonathan Beaulieu Cyr et Renaud Lessard en 2018 : Grand prix de la compétition nationale pour le meilleur long métrage canadien[30].
- Sin la Habana de Kaveh Nabatian en 2020 : Prix de la diffusion Québecor de la compétition nationale[31].